# 덩룬
덩룬(중국어 간체자: 邓伦, 정체자: 鄧倫, 병음: Dèng Lún, 한자음: 등륜, 1992년 10월 21일 ~ )은 중화인민공화국의 배우이다. 2012년 드라마 《화비화무비무》에서 서호정 역을 맡아 두각을 나타내며 연예계에 정식으로 진출했다. 2016년 《십오년등대후조》의 류천인으로 출연해 주목을 받기 시작했다. 2017년 연속 방영된 드라마《인위우견니》, 《환락송2》, 《백록원》, 《초교전》 및 중국 리얼리티 쇼인 《파파거나아5탄 :아빠 어디가 시즌5》의 인턴 아빠로 참여하면서 전성기를 맞았다.

## 어린 시절
허베이성 스자좡시 출신으로 스자좡시 제40중학교, 허베이 사범대 부속 고등학교를 졸업하였다. 이후 2011년에 상하이 희극 대학 연극학부에 진학했으며, 곽효정, 왕욱, 왕사사 등 1990년생 배우들이 그의 동기였다.

## 연기 경력
2018년 1월 1일에 국제 극 축제에서 신인 남자 배우상을 수상했다.

## 출연작품

### 영화
- 음양사: 청아집 - 보야 역

### 드라마
- 봉신연의 - 자허 역